# Български шевици
Българските шевици са красива бродерия върху дрехите. Те са изкуство, с което предците ни са предавали послание за здраве, любов и благоденствие. В тях са закодирани различни символи, които са били част от бита и културата на българина. Шевиците символизират хармонията в света и човешкото поведение. Българската шевица е една от най-колоритните на Балканския полуостров.

## История
Везбените орнаменти са част от българското народно творчество, което води началото си от древното изкуство на славяни и прабългари, обогатено от влиянието на други народи, с които българският етнос е имал допир през вековете. Намираме сходство с културните традиции на народите от Тибет, Китай, Монголия, Средна Азия, Волжка България, Дунавска България и др. За първообраз на везбените орнаменти се счита татуировката на голото тяло. С появявата на тъканите тези орнаменти се пренасят върху дрехите. Това се случва през бронзовата епоха на Тракия, а произходът на много от мотивите е още по древен – те се появяват още през медно-каменната епоха. За разлика от днес, в миналото везбените орнаменти са имали не само декоративен характер, те са били свързани с отношението на човека към природата, към заобикалящата го среда и най-вече със семейството и рода му.
Българските везбени орнаменти са се развивали успоредно с развитието на славянската и прабългарската култура. С обединяването на двата народа постепенно започва да се наблюдава преплитане на везбените орнаменти и от двете култури.

## Символи и знаци
Винаги шевиците са били поставяни в крайните части на дрехата. Накрая на ръкавите, върху бието, около шията и слънчевия сплит, върху главата, долу в края на фустата и на пояса. Причината е, че по този начин те имат защитна функция и охраняват видимите граници на тялото.

### Растителни орнаменти
Силно застъпени в орнаментиката на българската шевица са растенията. Тяхното начало започва от изображението на древния символ „дървото на живота“. Различните образи на дървета, цветя и плодове участват като елементи в изграждането му.

#### Дървото на живота (или Световното дърво)
Един от най-старите растителни орнаменти. Короната олицетворява небосвода (горния, небесния свят) с неговите реални и свръхестествени обитатели – Бог, ангели, светци и птици. Стволът разделя Небето от Земята и съответства на средния, земния, човешки свят. Корените символизират долния, подземния свят. То е Оста на света, Връзката между земята и небето, символ е на Кръговрата на живота – всяка пролет отново се разлиства, а дойде ли зимата всички листа окапват.

#### Лозата
Лозата е стародавен символ на домашната любов, мир и изобилие. Тя има тайнствени, магически сили, а в българската везбена традиция е позната като символ на плодовитостта – плодовит като лозата. Българката е везала лозови листа и гроздове "да носят Божията благословия, да бъде младата булка плодовита като лозата”

#### Трилистната палмета
Лалето, или трилистната палмета, е един от най-древните български символи. Предците ни са го поставяли върху крепостни стени, скали, знамена, амулети, върху кости за гадаене, оброчни хлябове, както и върху различни предмети от бита. Прекосил хилядолетията, трайно и дълбоко съхранен в родовата ни памет, знакът IYI достига до нас в шевиците, за да ни пази и напомня за силата на българския дух.

### Животински орнаменти
Животинските орнаменти са доста по-стари от растителните, тъй като бита и начина на живот първоначално е бил свързан с лова и препитанието. Зооморфните орнаменти са значително по-малко в българската шевица. Те могат да се срещат, както самостоятелно, например крачещо петленце, така и симетрично разположени една срещу друга например две птици с растителен орнамент помежду им.

#### Небесна костенурка
Представлява три преплетени осмици, образуващи безкраен лабиринт и е един от символите за защита, използван от предците ни. Въплъщава идеята за взаимосвързаността на всичко във Вселената. Смята се, че Небесната костенурка, наричана още Космическа костенурка, Плетеница, произхожда от древните прабългари и е била знак на бог Тангра.

#### Петлето
Петелът е многозначен символ. Има предпазна функция – в миналото, времето от залез слънце до първи петли е тази част от денонощието, когато се появяват караконджули, вампири. С пропяването на петела, те загубват своята сила.
Също така той олицетворява мъжкото начало и оплодителната способност, както и женското възпроизвеждащо начало. Така петелът е ярък символ на потенция, включва се в сватбените ритуали и изразява тяхната основна идея.

#### Кончето
Много важно място в орнаментиката, заема конят. Конят има важно място в живота на българина още от най-древни времена. Приема се за въплъщение на свободата, силата и мъжеството. Чрез образа му се изгражда връзка между света на хората и този на небесните сили.

### Слънчеви знаци
Слънчевите мотиви са с изключително древен произход. Везбата с кръстов бод е поставяна на незащитените места, през които злото може да порази човек – на ръкавите и пазвата, по ръба на полите и върху забрадките, също и върху украшенията. Хората вярвали, че тези симивол ги пазят от болести, уроки и всякакви беди.

#### Кръстът
Хората вярвали, че кръстният символ ги пази от болести, уроки и всякакви беди.
След като населението постепенно се християнизира, кръстът получава нов смисъл и вече се възприема като символ на Бога.

#### Елбетица
Елбетицата е знак, символизиращ хармония и разбирателство. Розетата, позната и като Роджета. С времето е видоизменена и силно стилизирана, променя значително оригиналния си вид и се превръща в добре познатата ни Елбетица, или двойна звезда. Розетата е свързана с почитта към слънцето и съдържа в себе си послание за здраве, благоденствие и благословия. В културата на прабългарите откриваме елбетицата в титлата „багатур“ като символ на сила и мощ. Наименованието произлиза от словосъчетанието елем-бехт, което означава първите осем, т.е. осемте посоки на света.

#### Сувастика
Сувастиката или Свастиката е друг древен соларен знак, който откриваме още в ранния неолит. Тя има защитна функция да предпазва от зло, а в същото време привлича благоденствие, сполука и плодородие. Свастиката има две разновидности според посоката, в която се пречупват краищата на кръста – когато пречупването е в посока на часовниковата стрелка се нарича свастика, а в другата посока – суастика. Съчетавайки в динамично единство движението и покоя, този знак олицетворява обединението на противоположностите и зараждането на живота.

### Родови знаци
Те са свързани с елементи, изобразяващи годеж, сродство, сватба, мъжкото и женското начало, хармония и уравновесеност.

#### Маказ
Основният родов знак е маказът, който представлява ромб, съставен от два триъгълника, върховете на които се докосват, пресъздавайки по този начин сродяването. По тази причина фигурата означава и ГОДЕЖ.
Големия маказ – това са два триъгълника, които са слели върховете си, оформяйки знака за сватба. Тази фигура съдържа в себе си концепцията за божествената и земната природа, за мъжкото и женското начало, за стремежа към хармония и равновесие.

#### Канатица
КАНАТИЦАТА представлява следващото ниво на усложняване на знака – от двете страни на основния елемент (маказ) се прибавят два малки триъгълника, които визуално пресъздават идеята за появата на децата. Затова и канатицата е знакът за СЕМЕЙСТВО. Когато от двете ѝ страни се добяви по още един триъгълник, това означава, че първото поколение се е сдобило със свои наследници, и се оформя ГОЛЯМА КАНАТИЦА, която символизира РОДА. Следващият етап е ВЕЛИКА КАНАТИЦА, при която фигурата се утроява, което символизира разрастването и умножаването на рода и появата на генетично свързан в родове и общо битие народ.

#### Бабица
Бабицата е фигура, при която големите страни на двата триъгълника се сливат, образувайки ромб, на който от двете му страни са прибавени по два малки триъгълника. Символът означава единство между родовете. Знакът може да се разрастне в ГОЛЯМА БАБИЦА, т.е. сродени родове или племена.

## Цветове
Шевиците са изобразени в различни цветове, като всеки един от тях има определена символика.

### Червен
Кръв и война – мир и любов.
Символизира кръвта на майката и новия живот. Пази от уроки и магии.

### Зелен
Земята на Майката природа – новият живот.
Израз на вечния живот и се свързвал с Дървото на живота – символ на Вселената.

### Бял
Чистота – младост, невинност.
Означава чистота, неприкосновеност, младежка непорочност и Божия светлина.

### Син
Небето и морето – съвършена чистота.
Изобразява небето, простора и водата. Олицетворява истината и доверието, чистотата, спокойствието и съзерцанието. Той е ангелският цвят.

### Жълт – златен
Слънце – радост и веселие.
Свръзван е със слънце, огън, светлина, с отвъдното – с починалите и с онези хора, за които успехът бил предопределен.

### Черен – кафяв
Майката земя
Олицетворява стабилност и сигурност

## Основни фигури
Геометричните орнаменти обхващат всички видове линии – прави, начупени, кръгли, хоризонтални, вертикални, които образуват основните фигури – квадрат, ромб, триъгълник, многоъгълник, пречупени линии, звезди и розети.